# إدارة لا غواخيرا
إدارة لا غواخيرا واحدة من 32 إدارة في كولومبيا، تحتل معظم شبه جزيرة غواخيرا في المنطقة الشمالية الشرقية من البلاد، على ساحل البحر الكاريبي. عاصمتها هي ريوهاتشا.

## المناخ
يظهر الجدول التالي التغييرات المناخية على مدار السنة لإدارة لا غواخيرا:
| البيانات المناخية لـإدارة لا غواخيرا                                | البيانات المناخية لـإدارة لا غواخيرا | البيانات المناخية لـإدارة لا غواخيرا | البيانات المناخية لـإدارة لا غواخيرا | البيانات المناخية لـإدارة لا غواخيرا | البيانات المناخية لـإدارة لا غواخيرا | البيانات المناخية لـإدارة لا غواخيرا | البيانات المناخية لـإدارة لا غواخيرا | البيانات المناخية لـإدارة لا غواخيرا | البيانات المناخية لـإدارة لا غواخيرا | البيانات المناخية لـإدارة لا غواخيرا | البيانات المناخية لـإدارة لا غواخيرا | البيانات المناخية لـإدارة لا غواخيرا | البيانات المناخية لـإدارة لا غواخيرا |
| الشهر                                                               | يناير                                | فبراير                               | مارس                                 | أبريل                                | مايو                                 | يونيو                                | يوليو                                | أغسطس                                | سبتمبر                               | أكتوبر                               | نوفمبر                               | ديسمبر                               | المعدل السنوي                        |
| ------------------------------------------------------------------- | ------------------------------------ | ------------------------------------ | ------------------------------------ | ------------------------------------ | ------------------------------------ | ------------------------------------ | ------------------------------------ | ------------------------------------ | ------------------------------------ | ------------------------------------ | ------------------------------------ | ------------------------------------ | ------------------------------------ |
| الدرجة القصوى °م (°ف)                                               | 39.2 (102.6)                         | 36.7 (98.1)                          | 39.8 (103.6)                         | 38.4 (101.1)                         | 38.0 (100.4)                         | 38.6 (101.5)                         | 38.1 (100.6)                         | 38.8 (101.8)                         | 39.4 (102.9)                         | 36.6 (97.9)                          | 35.8 (96.4)                          | 38.6 (101.5)                         | 39.8 (103.6)                         |
| متوسط درجة الحرارة الكبرى °م (°ف)                                   | 32.4 (90.3)                          | 32.5 (90.5)                          | 32.5 (90.5)                          | 32.6 (90.7)                          | 33.2 (91.8)                          | 34.2 (93.6)                          | 34.8 (94.6)                          | 34.8 (94.6)                          | 33.4 (92.1)                          | 32.4 (90.3)                          | 32.1 (89.8)                          | 32.3 (90.1)                          | 33.1 (91.6)                          |
| متوسط درجة الحرارة الصغرى °م (°ف)                                   | 21.8 (71.2)                          | 21.9 (71.4)                          | 22.9 (73.2)                          | 24.2 (75.6)                          | 24.8 (76.6)                          | 25.3 (77.5)                          | 25.2 (77.4)                          | 25.0 (77.0)                          | 24.4 (75.9)                          | 23.7 (74.7)                          | 23.3 (73.9)                          | 22.5 (72.5)                          | 23.8 (74.7)                          |
| أدنى درجة حرارة °م (°ف)                                             | 17.2 (63.0)                          | 17.0 (62.6)                          | 17.0 (62.6)                          | 17.2 (63.0)                          | 20.8 (69.4)                          | 20.0 (68.0)                          | 17.2 (63.0)                          | 19.8 (67.6)                          | 19.2 (66.6)                          | 20.0 (68.0)                          | 18.8 (65.8)                          | 16.8 (62.2)                          | 16.8 (62.2)                          |
| معدل هطول الأمطار مم (إنش)                                          | 0.5 (0.02)                           | 0.8 (0.03)                           | 2.6 (0.10)                           | 25.8 (1.02)                          | 75.5 (2.97)                          | 37.1 (1.46)                          | 16.2 (0.64)                          | 52.3 (2.06)                          | 115.9 (4.56)                         | 142.8 (5.62)                         | 59.2 (2.33)                          | 17.3 (0.68)                          | 546 (21.49)                          |
| متوسط الأيام الممطرة                                                | 1                                    | 1                                    | 1                                    | 3                                    | 7                                    | 3                                    | 2                                    | 5                                    | 9                                    | 10                                   | 5                                    | 2                                    | 49                                   |
| متوسط الرطوبة النسبية (%)                                           | 70                                   | 70                                   | 71                                   | 74                                   | 75                                   | 68                                   | 66                                   | 71                                   | 76                                   | 79                                   | 79                                   | 74                                   | 73                                   |
| ساعات سطوع الشمس الشهرية                                            | 259.3                                | 229.8                                | 235.4                                | 195.0                                | 193.5                                | 230.3                                | 249.4                                | 236.5                                | 198.1                                | 211.7                                | 217.5                                | 238.2                                | 2٬694٫7                              |
| المصدر: INSTITUTO DE HIDROLOGIA METEOROLOGIA Y ESTUDIOS AMBIENTALES |                                      |                                      |                                      |                                      |                                      |                                      |                                      |                                      |                                      |                                      |                                      |                                      |                                      |

## أعلام
- إزرائيل روميرو
- كارلوس هورتاس